# Katalanska
Katalanska (català, i Valenciaregionen även valencià – valencianska) är ett romanskt språk (eller språkgrupp) som talas i östra Spanien, Andorra, delar av Frankrike, samt i staden Alghero på Sardinien. Språket talas/behärskas av någonstans mellan 7,2 och 9,8 miljoner människor, varav knappt 7 miljoner i Spanien. 
I de tre spanska regionerna Katalonien, Valencia och Balearerna är katalanskan officiellt språk, en status som saknas i Aragonien (gränsområdet La Franja är katalansktalande) och El Carxe i Murcia. Utanför Spanien är språket även officiellt i Andorra och Alghero. I franska Katalonien ("Nordkatalonien": Roussillon/Pyrénées-Orientales) har språket numera fått erkännande av de lokala myndigheterna, men det saknar fortfarande officiell status. Katalanskan är Europeiska unionens största minoritetsspråk.
Katalanskan är uppdelad på ett antal dialekter och flera skriftformer. Varianten i Valenciaregionen – valencianska – har något större likhet med spanskan, medan språket på Balearerna (baleariska) bevarat fler äldre element från latin. Katalanskan är liksom occitanska ett occitanoromanskt språk, och många katalanska ord är mer lika sina franska än spanska motsvarigheter.
Under 500 års utveckling i Spanien har katalanskan lånat drag från spanskan, samtidigt som språket av politiska skäl tidvis varit förbjudet. Katalanskan talas idag i sitt spanska utbredningsområde parallellt med spanska, vilket lett till både en utbredd tvåspråkighet och – åtminstone i Katalonien – ökad katalansk nationalism.

## Språk eller språkgrupp
Katalanska är både ett språk och en språkgrupp. Varianterna i Valenciaregionen (valencianska) och på Balearerna (baleariska) räknas ibland som egna språk.
Särskilt valencianskans särart hävdas starkt, delvis färgat av politiska motsättningar mellan de konkurrerande storstadsregionerna Barcelona och Valencia. Katalanskspråkiga massmedier från Katalonien ses inte alltid välvilligt i söder (och kopplas ibland samman med katalanskt expansiva strävanden), trots att de språkliga skillnaderna mellan språkvarianterna inte är särskilt stora.
En del viktiga grammatiska skillnader finns gentemot det baleariska talspråket, där bland annat de bestämda artiklarna är annorlunda.

## Särdrag och indelning
Katalanska är tydligt skilt från de båda stora angränsande språken spanska och franska. Dess närmaste släkting är de occitanska språken i södra Frankrike. Katalanskans ställning mellan franska och spanska kan exemplifieras genom en listning av grundtalen 0 till 10:
| grundtal | franska | katalanska | spanska  |
| -------- | ------- | ---------- | -------- |
| 0        | zéro    | zero       | cero     |
| 1        | un, une | u, un, una | uno, una |
| 2        | deux    | dos, dues  | dos      |
| 3        | trois   | tres       | tres     |
| 4        | quatre  | quatre     | cuatro   |
| 5        | cinq    | cinc       | cinco    |
| 6        | six     | sis        | seis     |
| 7        | sept    | set        | siete    |
| 8        | huit    | vuit       | ocho     |
| 9        | neuf    | nou        | nueve    |
| 10       | dix     | deu        | diez     |

Den viktigaste dialektgränsen i katalanska går mellan väst och öst. En tydlig skillnad är att reduceringen av obetonade vokaler till schwan endast förekommer i den östra gruppen; català uttalas [kətəˈla] i öst och [kataˈla] i väst.

### Uttal och fonologi
Uttalet i katalanskan erbjuder både likheter och olikheter gentemot grannspråken spanska och franska. Dessutom skiljer sig en del uttal åt beroende på dialekt och varietet (valencianskan i söder har fler likheter med spanskan).
Vokaler
Katalanskan innehåller fonologiskt sju eller åtta olika vokalljud, beroende på dialekt. Där finns öppen, främre, icke-rundad (/a/), halvsluten, främre, icke-rundad (/e/), halvöppen, främre, icke-rundad (/ɛ/), sluten, främre, icke-rundad (/i/), halvsluten, bakre, rundad (/o/), halvöppen, bakre, rundad (/ɔ/), sluten, bakre, rundad (/u/) och mellanposition, central (/ə/). Den sistnämnda, ofta benämnd neutral vokal, saknas i de västligaste/södra dialekterna och förekommer endast i obetonad position i de centrala och östliga dialekterna; lokalt i baleariskan kan den neutrala vokalen även användas i betonad position.
Utöver vokalerna finns fyra olika diftonger i språket.
|                   | Främre                  | Central                 | Bakre                   |
| ----------------- | ----------------------- | ----------------------- | ----------------------- |
| Sluten            | \| i u e o (ə) ɛ ɔ a \| | \| i u e o (ə) ɛ ɔ a \| | \| i u e o (ə) ɛ ɔ a \| |
| Halvsluten        | \| i u e o (ə) ɛ ɔ a \| | \| i u e o (ə) ɛ ɔ a \| | \| i u e o (ə) ɛ ɔ a \| |
| Mellanposition    | \| i u e o (ə) ɛ ɔ a \| | \| i u e o (ə) ɛ ɔ a \| | \| i u e o (ə) ɛ ɔ a \| |
| Halvöppen         | \| i u e o (ə) ɛ ɔ a \| | \| i u e o (ə) ɛ ɔ a \| | \| i u e o (ə) ɛ ɔ a \| |
| Öppen             | \| i u e o (ə) ɛ ɔ a \| | \| i u e o (ə) ɛ ɔ a \| | \| i u e o (ə) ɛ ɔ a \| |
| i u e o (ə) ɛ ɔ a |                         |                         |                         |

Konsonanter
Katalanskan innehåller 22 olika konsonantljud.

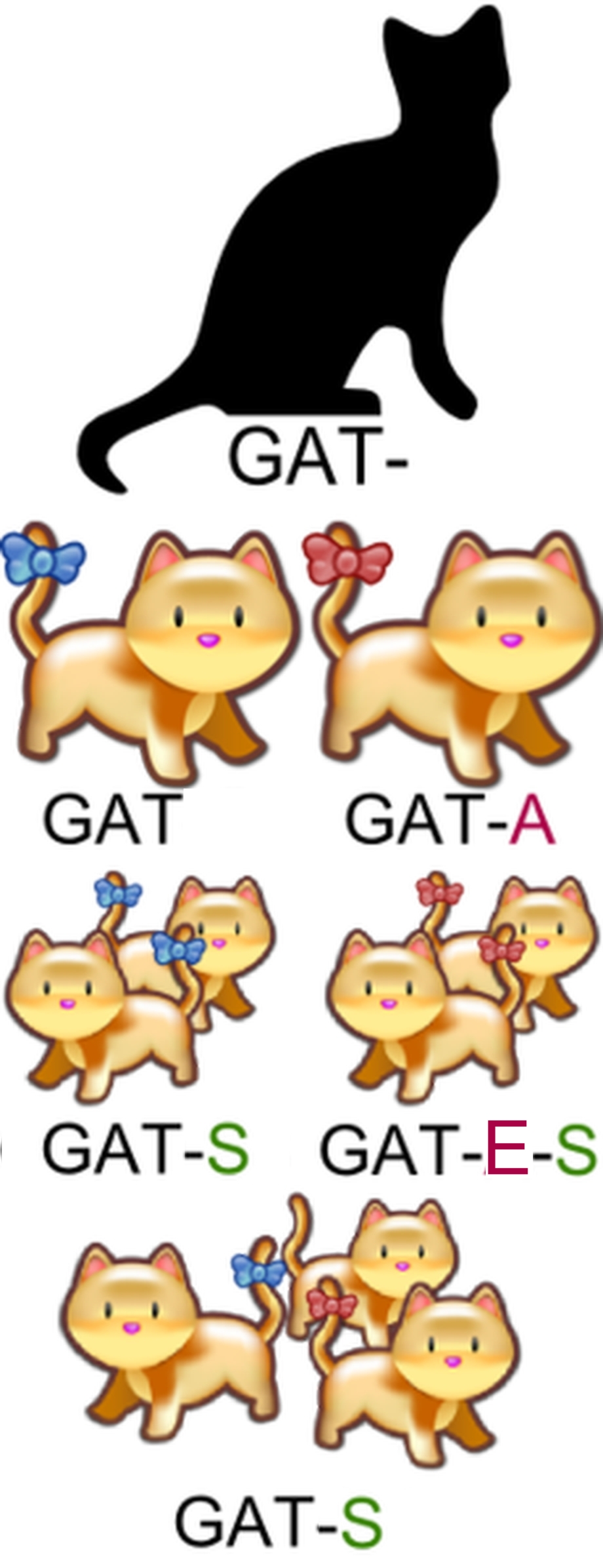
Substantivböjningen av gat ('katt').

| Bokstav | IPA                  | Exempel                                                               | Anmärkningar |
| ------- | -------------------- | --------------------------------------------------------------------- | --- |
| b       | /b/ /β/ /bb/ /p/ /-/ | bo arriba amable dissabte amb                                         | normalfallet (NF) NF vid -bl framför tonlös konsonant i final ställning                                                  |
| c       | /k/ /s/              | correus (post) cinc (fem)                                             | framför a, o, u eller konsonant i final ställning                                                                        |
| ç       | /s/ /z/              | començar (börja) feliçment (lyckligt)                                 | NF framför tonande konsonant                                                                                             |
| d       | /d/ /ð/ /t/ /-/      | demà (i morgon) vegades (gånger) fred (kall) records (inspelningar)   | |
| f       | /f/                  | agafa                                                                 | NF |
| g       | /g/ /ɣ/ /gg/ /ʒ/ /k/ | garatge (garage) agafa arreglar (reglera) girar (svänga) llarg (bred) | framför a, o, u eller konsonant efter vokal, frikativ, likvid framför e, i framför tonlös konsonant eller finalt         |
| gu      | /g/ /ɣ/              | guia digui                                                            | framför e, i efter vokal, frikativ, likvid                                                                               |
| h       | /-/                  | hola                                                                  | stumt |
| j       | /ʒ/                  | ja                                                                    | |
| k       | /k/                  | kurd                                                                  | endast i utländska lånord                                                                                                |
| l       | /l/                  | telefonar (ringa)                                                     | NF |
| l·l     | /ll/                 | pel·lícula (film)                                                     | NF |
| ll      | /ʎ/                  | ella (hon)                                                            | NF |
| m       | /m/                  | família (familj)                                                      | NF |
| n       | /n/ /ɲ/ ŋ /m/        | anar (gå) enginyer (ingenjör) 'encara confitura (sylt)                | NF framför palataler framför velarer och stumma g, c framför labialer                                                    |
| ny      | /ɲ/                  | sennyor (herre)                                                       | NF |
| p       | /p/ /-/              | aeroport (flygplats) comptar (räkna), camp (fält)                     | NF mellan m/n och en klusil/frikativ; i final ställning efter m                                                          |
| q qu    | /k/                  | quatre (fyra) aquesta (denna)                                         | framför /w/ framför e, i                                                                                                 |
| r       | /r/ /ɾ/ /-/          | records ara (nu) senyor                                               | NF intervokalt finalt i flerstaviga ord                                                                                  |
| rr      | /r/                  | arribo (jag anländer)                                                 | NF |
| s       | /s/ /z/ /-/          | seny casa (hus) aquest                                                | NF intervokalt i orden aquest och aquests                                                                                |
| ss      | /s/                  | pessetes (pesetas)                                                    | NF |
| t       | /t/ /d/ /-/          | taxi viatge urgent, curts                                             | NF intervokalt i konsonantgrupp framför tonande ljud i final ställning efter n eller l; mellan r och s i final ställning |
| v       | /b/ /β/              | vostè (Ni) avui (idag)                                                | NF efter vokal, frikativ, likvid                                                                                         |
| x       | /ks/ /ʃ/ /gz/        | taxi marxa exemple                                                    | (NF) efter konsonant eller i; initialt mellan initialt e och vokal/tonande konsonant                                     |
| z       | /z/                  | onze                                                                  | NF |

### Grammatik
Katalanskan har fyra regelbundna verbböjningar: ar-, ir-, -er och re-verb. I presens indikativ:
- 1. cantar – att sjunga: jo canto, tu cantes, ell/ella canta, nosaltres cantem, vosaltres canteu, ells/elles canten[9]
- 2a. perdre – att förlora: jo perdo, tu perds, ell/ella perd, nosaltres perdem, vosaltres perdeu, ells/elles perden[9]
- 2b. témer – att frukta: jo temo, tu tems, ell/ella tem, nosaltres temem, vosaltres temeu, ells temen
- 3. dormir – att sova: jo dormo, tu dorms, ell/ella dorm, nosaltres dormim, vosaltres dormiu, ells/elles dormen[9]

OBS! Subjektsformerna av personliga pronomina (jo, tu …) används, i likhet med i spanskan och italienskan, ytterst sparsamt i dagligt tal och ofta endast som en tydlighetsmarkering.

### Katalanska namn
De katalanskspråkiga territorierna anammar Spaniens officiella regler för namngivning av personer (där en person har dubbla efternamn, efter dennes båda föräldrars efternamn – det första efter fadern, det andra efter modern). Däremot lägger man ofta till ett litet i ('och'; jämför spanskans y), något som särskilt syns i formella sammanhang. Exempelvis benämndes den tidigare presidenten i Generalitat de Catalunya officiellt El Molt Honorable Senyor Artur Mas i Gavarró. Den statliga språklagen enligt artikel 19.1 i Lag 1/1998 stipulerar att "Kataloniens medborgare har rätt att utnyttja det korrekta reglementet vad gäller deras katalanska för- och efternamn, liksom att foga in konjunktionen mellan de båda efternamnen".
Namnfrågor i Spanien regleras av Registro Civil, och de katalanska namnformerna hanteras via det Barcelona-baserade Institut d'Estudis Catalans. Det finns katalanska efternamn som varken följer de nyare stavningsreglerna eller de traditionellt korrekta katalanska stavningsreglerna; tillstånd för att "korrigera" stavningen av ens efternamn kan inhämtas från det ovannämnda språkinstitutet i bland annat följande fall:
- Casas → Cases (casa, cases – hus)
- Farré → Ferrer (ferrer – smed)
- Gabarra → Gavarra
- Dominique → Domènech (jämför Dominikus)
- Jufré → Jofré
- Mayoral → Majoral (jämför major – 'större')
- Perpiñá → Perpinyà (Perpinyà – katalansk stavning av Perpignan)
- Pijuan → Pijoan (jämför Joan – 'Johan')
- Piñol → Pinyol

Katalanska smeknamn
Många katalanska förnamn har förkortade smeknamnsformer, där endast den sista delen av namnet används – avslutat med en diminutivändelse. Detta skiljer sig från motsvarande tradition i spanskan där i regel den första delen används. Katalanska namnförkortningar enligt "spanskt maner" (* i listningen nedan) röjer en spansk påverkan och blev vanligt först under 1900-talet (särskilt under Francisco Francos diktatur). Exempel på katalanska smeknamn är:
- ♂♀ Antoni/Antònia → Toni, Tònia, Tonet
- ♂ Bartomeu → Tomeu
- ♂ Daniel → Dani*
- ♀ Dolors → Lloll, Dolo*
- ♀ Concepció → Ció
- ♀  Eulàlia → Lali
- ♂♀ Francesc/a → Cesc, Quico/a, Xesco/a, Xisco/a, Cisco/a, Sisquet/a
- ♂ Ignasi → Nasi
- ♀ Isabel → Bel, Bet
- ♂ Jacint → Cinto
- ♂♀ Joaquim/a → Quim/a, Ximo/a (i Valenciaregionen)
- ♂ Jordi → Toti
- ♀ Jordina → Jordi*
- ♀ Josefina → Fina, Fineta
- ♂♀ Josep/a → Pep/a, Pepet, Pepita
- ♂ Josep Maria → Pemi
- ♀ Magdalena → Talena, Magda*
- ♂ Manel → Nel, Nelo, Nel·lo
- ♀ Meritxell → Txell, Meri*
- ♀ Mariona → Ona, Miona
- ♀ Montserrat → Serrat, Rat, Montse*, Munsa*, Muntsa*
- ♀ Narcís/isa → Narciset/a*, Ciset/a, Ciso/a
- ♀ Núria → Nuri*
- ♂ Onofre → Nofre
- ♂ Rafel → Fel, Feló
- ♂ Salvador → Vadó, Voro (i Valenciaregionen)
- ♂♀ Sebastià/ana → Tià/ana
- ♂ Sergi → Keki
- ♂ Vicent → Vicentó, Cento
- ♂ Xavier → Xavi*, Xevi*, Javi* (Javi uttalas [dƷaβi])

### Dialekter

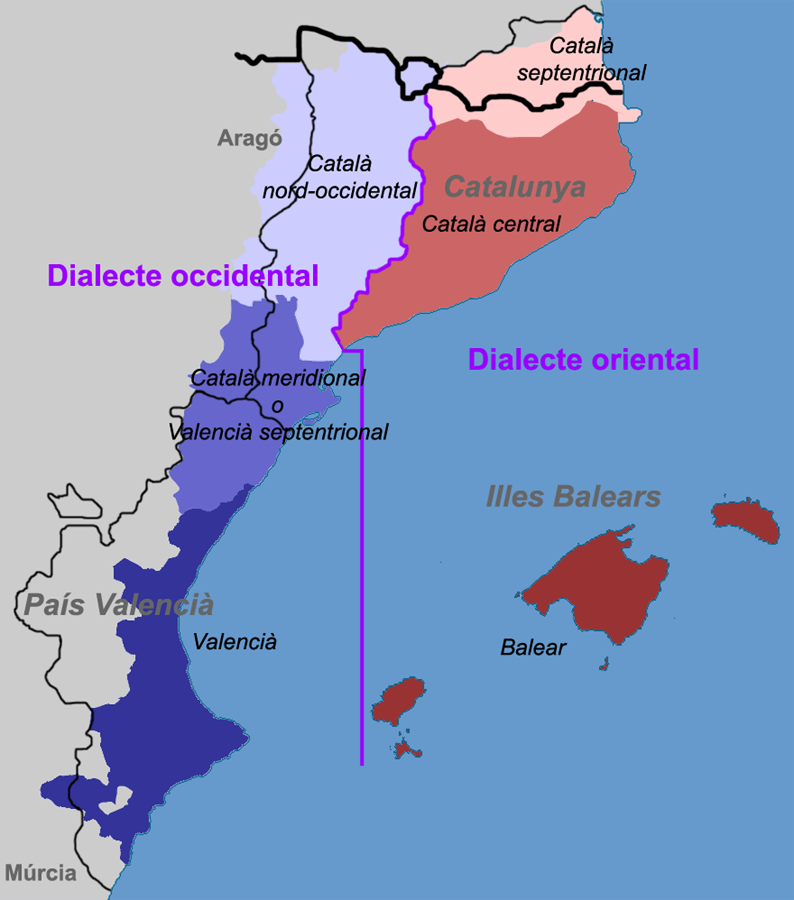
Katalanskans dialekter. Den viktigaste skiljelinjen är mellan de östra (dialecte oriental) och de västra (dialecte occidental) dialekterna. Dessutom har baleariskan egna bestämda artiklar.

Katalanskan delas dialektmässigt upp i två huvudgrupper – västlig och östlig. Dessa huvudgrupper innehåller var och en tre dialekter.
- Östliga dialektgruppen (dialecte oriental)
  - Nordkatalanska (català septentrional) – Pyrénées-Orientales samt den spanska gränszonen söder därom
  - Central katalanska (català central) – centrala, östra och sydöstra Katalonien
  - Baleariska/mallorkinska (balear, mallorquí) – Balearerna
- Västliga dialektgruppen (dialecte occidental)
  - Nordvästkatalanska (català nord-occidental) – större delen av östligaste Aragonien (La Franja), Andorra samt nordvästra (utom Val d'Aran) och västra Katalonien
  - Sydkatalanska/nordvalencianska (català meridional/valencià septentrional) – södra delen av La Franja, sydligaste Katalonien samt nordligaste delen av Valenciaregionen
  - Valencianska (valencià) – östra, sydöstra och södra delen av Valenciaregionen

Den katalanska variant som talas i Valenciaregionen kallas valencianska och har där status som ett officiellt språk med egna skriv- och grammatikregler. Valenciaregionens kraftfulla hävdande av valencianskan som eget språk – trots de i stor utsträckning endast dialektala skillnaderna – har lett till politiska spänningar gentemot Katalonien. De skillnader som existerar har utvecklats under flera hundra år, men dagens språktvist är större som politisk fråga. Ur lingvistisk synvinkel betraktas valencianska i de allra flesta fall som en variant av katalanska med vissa skillnader såsom den maskulina plurala artikeln "los" där man i Katalonien använder "els", en mer "spansk" artikulation av vokalerna och oftast ett /dʒ/-uttal av 'j' samt 'g' framför mjuk vokal (där Kataloniens katalanska använder /ʒ/).
Varianten på Balearerna – baleariskan (ibland: mallorkinska, mallorquí) – använder i likhet med en lokal nordöstkatalansk dialekt en annan uppsättning bestämda artiklar. Dessa härstammar från latinets ipse, där de flesta andra romanska språk använder bestämda artiklar baserade på latinets ille. Resultatet är artiklarna es och sa, där övrig katalanska (och i det här fallet även spanska) har el och la. Mallorkinskans spridning som skrivet språk är däremot mer begränsad; den har visserligen konsekvent använts bland annat av den framgångsrika popgruppen Antònia Font, men exempelvis Palma de Mallorcas stadsstyre skriver uteslutande på "rikskatalanska".

## Vokabulär

### Gemensamt ordförråd
Katalanskan är i varierande grad förståelig för talare av andra romanska språk. Centralkatalanska (den som talas i Barcelona och större delen av Katalonien) förstås till 90–95 procent av talare av valencianska. Katalanskan har vidare 87 procents likhet med italienska, 85 procents likhet med portugisiska och spanska, 76 procents likhet med rätoromanska, 75 procents likhet med sardiska och 73 procents likhet med rumänska.
I praktiskt tal är dock förståelsegraden mellan språken sämre, enligt uppgift mellan katalanska och spanska 60–70 procent.

### Typiska uttryck
I katalanskan och den katalanska kulturen har ett antal uttryck med speciell innebörd fått stor spridning. Bland dessa finns nedanstående:
- Déu n'hi do! (bokstavligen 'Gud, den där gåvan!'; jämför 'Gudskelov!') – "Otroligt!"[18] (positivt eller negativt)
- Fer-ne cinc cèntims (bokstavligen 'Det räcker med fem cent') – "Dra den korta versionen istället" (när du inte hinner lyssna på en lång utläggning)
- Fer passar bou per bèstia grossa (bokstavligen 'Låtsas som om gammal biff är prima kött') – "Få något billigt/sjabbigt att se bättre ut än vad det är" (när någon vill skyla över ett dåligt jobb – eller glänsa på Facebook)
- Fotem un café? (bokstavligen 'Ska vi knulla en kaffe?') – "Nu måste vi ta en kaffe, va?" (sagt av någon mycket kaffesugen)
- Ja has begut oli (bokstavligen 'Du har redan druckit olja') – "Det är ute med dig",[19] "Det är lönlöst" (särskilt i samband med besök hos en myndighet)
- Quatre gats (bokstavligen 'Fyra katter') – "Knappt en själ"[20] (när det inte kom så många som man hoppats)
- Salut i força al canut! – (både bokstavligen och bildligen) "Håll dig och din pung frisk och stark!" (pungen kan antingen syfta på en penningpung eller till det som hänger mellan benen på en man; tillropet syftar därför till att önska välgång åt manligheten)
- Seny (bokstavligen 'Sunt förnuft'[21]) – det katalanska begreppet om "sans och balans" (används ofta i motsats till rauxa, 'rus' eller 'extas'[22])[b]
- S'ha acabat el broquil (bokstavligen 'Broccolin är slut') – "Punkt slut!"[24] (när något är "slutsnackat")
- Vés a escampar la boira (bokstavligen 'Gå och skingra dimman') – "Dra åt skogen!"[25] (när du är trött på vederbörandes sällskap)

### Katalanska lånord
Flera katalanska ord har hittat vägen till svenska eller andra europeiska språk.
| Svenskt ord | Katalanskt ord | Katalansk betydelse       | Noter                                                                     |
| ----------- | -------------- | ------------------------- | ------------------------------------------------------------------------- |
| aubergine   | albergínia     | "aubergine" / "äggplanta" | Genom franskan.                                                           |
| barrack     | barraca        | "tillfällig bod"          | Via franskans baraque.                                                    |
| surge       | sorgir         | "stiga"                   | Via medelfranska och engelska.                                            |
| paella      | paella         | "litet kokkärl"           | Via fornfranskans paele, ursprungligen från latinets patella (litet fat). |
| cul-de-sac  | cul-de-sac     | "utan utväg"              | Ord delat med franska och occitanska.                                     |

Andra katalanska ord som exporterats till engelska är capicua (från katalanska cap i cua, 'slutar som det börjar') och cucumber (från cogombre, 'salladsfrukt'; via fornfranska cocombre).

## Historik

### Ursprung och nationalspråk

Språkhistorisk karta (film) över de sydvästeuropeiska språkens utveckling och utbredning (text på engelska).

Katalanskan växte under medeltiden fram ur vulgärlatinet. Den utvecklades i flera av de kristna småstater som fanns norr om det muslimska Spanien, framför allt i Spanska Mark som Karl den store kring 795 etablerade som skydd mot morerna. I slutet av 800-talet kom det framtida Katalonien att lyda under karolingiska markgrevar med säte i Barcelona.
Grevskapet Barcelona var länge beroende av den frankiska monarkin. Det beroendet avtog och ersattes 1137 av en iberisk allians, i och med grevskapet Kataloniens (som personalunion med kungariket Aragonien. Genom Barcelonas ekonomiska betydelse som hamnstad, kom både staden och dess språk – katalanskan – att bli dominerande i större delen av det nya riket.

Valencianskans utbredning i regionen runt Múrcia, från sen medeltid och framåt.

Under senmedeltiden expanderade det förenade aragonsk-katalanska riket i flera riktningar. Man deltog i den iberiska reconquistan av halvön från morerna och vann (tillbaka) både Balearerna och kustområdet norr och söder om Valencia. Genom utflyttning söderut kom större delen av de nyvunna områdena i söder att bli befolkade av katalansktalare, men genom regionens senare fristående status blev språket lokalt betecknat som valencianska, inte katalanska. Den inre, västra delen av Valenciaregionen befolkades dock av utvandrare från Aragonien, och det innebar i förlängningen att kastiljanskan kom att bli dominerande lokalt språk. En tid under senmedeltiden dominerade valencianskan även i regionen runt Múrcia, varefter den kastiljansktalande invandringen försköt språkgränsen norrut. 
Genom kungariket Aragoniens senmedeltida erövringar av Syditalien, utvandrade även katalaner österut. Idag återstår den katalanska språkenklaven i Alghero (katalanska: Alguer) på nordvästra Sardinien som en rest från denna tid.
Den första översättningen av Bibeln till katalanska skedde 1478.

### Regionalspråk
1469 förenades Aragonien och Kastilien i en union, det framtida Spanien, vilket innebar att katalanskan kom att utsättas för nya utmaningar. Erövringen av Amerika ledde till en internationell spridning av kastilianskan, medan politiska uppdelningar gjorde att katalanskan successivt minskade i betydelse, från ett nationellt till ett regionalt spanskt språk. Uppblossande katalanska självständighetssträvanden, bland annat under det spanska tronföljdskriget i början av 1700-talet, ledde till att konflikterna mellan den spanska centralmakten och det katalanska språkområdet förstärktes. Katalanskan ersattes successivt som myndighetsspråk.
1800-talets industrialisering i Kataloniens urbana centra ledde till en renässans för den katalanska kulturen, men arbetskraftsinvandringen bidrog också till en ökande mängd spansktalande i området. Under det tidiga 1900-talets katalanska renässans standardiserades stavningen och de grammatiska reglerna genom skapandet av språkvårdsorganisationen Institut d'Estudis Catalans och under ledning av ingenjören och filologen Pompeu Fabra. 1932/1933 infördes den nu normerade katalanskan som undervisningsspråk på Barcelonas universitet, i samband med införandet av självstyre för regionen.
Mellankrigstiden medförde även starka slitningar mellan katalanska självständighetsivrare och den spanska centralmakten. Detta ledde till slut till ett totalförbud mot katalanskan – i tal och skrift – efter Francos seger i det spanska inbördeskriget. Från myndighetshåll försökte man därefter få katalanskan betraktad som en spansk dialekt. Först under 1960- och 1970-talen mjukades det generella förbudet mot katalanska inom samhällslivet något, och 1960-talets katalanskspråkiga musikrörelse nova cançó tolererades delvis från högre ort.
Efter diktaturens fall 1975 har språket börjat återhämta sig och har idag till skillnad från många andra minoritetsspråk en stark ställning, främst i Katalonien. Däremot minskar mängden förstaspråkstalare i vissa andra regioner, främst i Valenciaregionen där numera endast runt 25 procent av invånarna har språket som modersmål.
Under 1900-talet ökade dock mängden talare av katalanska till det dubbla. Det berodde delvis på integrering av en stor del av de invandrare som under århundradet sökt sig från olika delar av Spanien till det ekonomiska expansiva Katalonien. Under senare år har det orsakats av en konsekvent användning av katalanska inom Kataloniens utbildningsväsen (språkbad).

## Nutida användning

### Översikt
I Barcelona-regionen, med sin stora invandring från andra delar av Spanien, är katalanska och spanska ungefär lika mycket spridda som talade språk, medan katalanskan är dominerande ute på landsbygden. Kataloniens myndigheter använder numera nästan uteslutande katalanska i sin yrkesutövning. Undantag gäller dock inom rättsväsendet, där majoriteten av rättsfallen avgörs på spanska (2009 var siffran 75 procent, år 2014 88 procent); orsaken är att domarna ofta bott eller utbildats i andra delar av Spanien. Detta till trots skrivs en stor del av domstolsmaterialet på katalanska (enligt en offentlig rapport 2000 så mycket som 80 procent).
Flera parallella utvecklingar sedan mitten av 1900-talet har inneburit att katalanskan både fått större och mindre användning. Barcelonaregionens tidiga och omfattande industrialisering innebär att stora delar av Spaniens industri och medieväsen är placerat i Katalonien. De senaste årtiondena har regionen därför sett en stor invandring från både utlandet och övriga Spanien; det har medfört en allt större andel modersmålstalare av spanska i städerna i regionen. Samtidigt har katalanskakunskaperna ökat, även bland invandrare till Katalonien; enligt en offentlig undersökning för år 2014 förstod då 82 procent av alla utländska medborgare bosatta i regionen språket.
Parallellt har katalanskan alltifrån 1960-talet – efter Francotidens undertryckande av språket – återkommit som språk i medier, undervisning och administration. I slutet av 1970-talet startades ett antal dagstidningar och tidskrifter på katalanska, och därefter har ett antal spanskspråkiga tidningar i Katalonien antingen ersatts av katalanskspråkiga diton eller kompletterats med katalanskspråkiga editioner. Denna utveckling har dock inte påverkat biomarknaden, som fortfarande till nästan 9/10 visar filmer med spansk dubb eller textning. Katalonien har alltsedan tidigt 1980-tal oftast haft "pro-katalanska" partier i ledningen för regionstyret, och under samma tid har regionens undervisning och administration till största delen övergått från att skötas på spanska till katalanska. I slutet av 1980-talet inleddes en våg av katalanskspråkig pop- och rockmusik, ofta känt som Rock Català, och åren runt Barcelona-OS (1992) fick den via ett antal stora musikevenemang närmast karaktär av folkrörelse.
Användningen av katalanska i och utanför Katalonien har också sett ökade skillnader. 2006 godkände den socialistiska spanska regeringen ett utökat självstyre för Katalonien. Sedan 2011 har det konservativa och centralistiska Partido Popular (PP) lett både Spanien och de flesta andra autonoma regioner i landet. Under PP:s styre och via den spanska regeringens införda lagar har katalanskans roll inom utbildning, i tidningar och på TV utmanats i bland annat Valenciaregionen och i Balearerna, vilket setts som underblåsande av anti-katalanska stämningar. De försämrade relationerna mellan Barcelona och Madrid har ökat kraven på ren självständighet för Katalonien, vilket bland annat manifesterats i en (rådgivande) folkomröstning och årliga massdemonstrationer i samband med Kataloniens nationaldag 11 september.
Siffror
- 60 procent av det totala antalet talare av katalanska (i dess olika former) är läs- och skrivkunniga i språket.[1]

### Andel talare
Enligt en undersökningen gjord 2009 av Institut d'Estudis Catalans (IEC) var katalanskan då på viss tillbakagång i stadsområden och i områdena utanför Katalonien. Enligt undersökningen kan 11 miljoner förstå språket och 9 miljoner tala det, medan 6 miljoner talar katalanska till vardags. IEC meddelade att språket på lång sikt riskerade att försvinna från stadsområden i Valenciaregionen, Nordkatalonien och i Alghero. I de två sistnämnda områdena har föräldrarna i stort sett upphört att föra språket vidare till sina barn, och överföringen mellan generationer har också minskat i bland annat Castellón de la Plana (Castelló) och Alicante (Alacant). Katalanskan har en bättre utveckling i Andorra och i stora delar av Katalonien utanför själva Barcelona.
- 80 % av befolkningen i centrala delar av Katalonien[41]
- 60–80 % i Franja de Ponent (östligaste Aragonien)[41]
- 40–60 % i stadsområden i Katalonien och Balearerna[41]
- 20–40 % i Andorra och Valenciaregionen[41]
- <20 % i Nordkatalonien och Alghero[41]

På senare år även andelen utländska medborgare i både Katalonien, Valenciaregionen och Balearerna ökat starkt, från cirka 2 procent 1994 till cirka 15 procent 13 år senare. I främst Katalonien har detta inneburit en regional satsning på vuxenutbildning i det katalanska språket (motsvarande Sveriges SFI-kurser). Ingen motsvarande satsning gjordes i Valenciaregionen, som under samma period leddes av det föga regionalspråksintresserade Partido Popular.
I början av 1900-talet beräknas endast cirka 5 procent av katalanerna ha haft spanska som modersmål, och kunskaperna i det spanska språket var låga. 1900-talets folkomflyttningar och Franco-tidens anti-katalanska språkpolitik ledde till att katalanskan som modersmål minskade till cirka 40 procent av de Katalonienfödda åren runt 1970. Sedan införandet av det katalanska "språkbadet" (se nedan) i början av 1980-talet har dock andelen modersmålstalare bland de infödda ökat med cirka en tiondel. I Katalonien (samt i viss mån Balearerna och La Franja i östra Aragonien) kunde betydligt fler barn/ungdomar än medelålders/äldre tala katalanska i början av 2000-talet. Motsvarande utveckling syntes inte i Valenciaregionen, där den högsta andelen katalanskkunniga då fanns bland de äldre.
Katalanskan fungerar som andraspråk för de boende i Val d'Aran, där aranesiska är huvudsakligt modersmål.

### Undervisning
Sedan början av 1980-talet används språkbad (immersió lingüística) som pedagogisk princip inom det katalanska undervisningsväsendet, i syfte att stärka katalanskas ställning i det katalanska samhället i förhållande till Spaniens majoritetsspråk. Spanskan kommer eleverna, menas det från myndighetshåll, ändå att lära sig via massmedia och i den högre utbildningen där spanska används i större utsträckning. Det katalanska systemet ses ofta som en framgång, eftersom det bidragit till en ökad tvåspråkighet i regionen – även bland spansktalande. 1983, när lagen om det katalanska språkbadet genomdrevs, förstod 53,1 procent av de vuxna invånarna i Katalonien det katalanska språket; 2012 var motsvarande siffra 83,2 procent. Skolningen i katalanska har också inneburit att skrivkunnigheten på språket har ökat rejält, från 40 procent år 1991 till 56 procent 20 år senare. Det har även nämnts att endast 40 familjer i Katalonien begärt att deras barn ska få sin skolgång på spanska.
Samtidigt bidrog införandet av det katalanska språkbadet att regionen förlorade ett stort antal spanskspråkiga lärare, och systemet utsätts numera för nya utmaningar i en miljö där allt fler invandrarspråk hörs i de katalanska skolkorridorerna. Detta till trots är stödet bland katalanerna (både de spansk- och katalanskspråkiga) för katalanskan och den katalanska språkpolitiken stark. En opinionsundersökning (nämnd i en EU-rapport 2002) pekade på att 83 procent av katalanerna anser att alla regionens invånare borde kunna tala språket, samtidigt som 79 procent ansåg att alla offentliganställda tjänstemän borde kunna språket.
Även inom den högre utbildningen är katalanskan dominerande i Katalonien. År 2000 avlades 90 procent av alla högskoleexamina på katalanska (mot 52 procent nio år tidigare).
Situationen katalanska/spanska är inte helt olik den i fransktalande Québec, omgiven av det engelskspråkiga Nordamerika. Även ukrainskan är i större delen av Ukraina utsatt för en liknande kulturell dominans/konkurrens från det ryska språket.
Katalanska används idag av en minoritet i "Nordkatalonien" (motsvarande den gamla franska provinsen Roussillon och dagens Pyrénées-Orientales). Området anslöts 1659 till Frankrike (se Pyreneiska freden), och sedan åren kring 1700 har franska språket i använts i princip i alla officiella sammanhang. Först 1976 återetablerades i mindre skala (och i privat regi) skolor med utlärning i katalanska – La Bressola. De var inspirerade av de motsvarande SEASKA i franska Baskien.
Det katalanska språkbadet i Katalonien har inneburit att långt fler barn och ungdomar är kunniga i språket än deras föräldrar. 2013 kunde 95,6 och 93,1 procent av regionens 15–19-åringar tala respektive skriva på katalanska. Motsvarande siffror för befolkningen i stort över 15 år var samma år 80 respektive 60,4 procent.

### Mediesituationen

#### Böcker
Katalonien är centrum för större delen av Spaniens förlagsnäring – både på spanska och katalanska. De flesta böcker som läses är även i det tvåspråkiga Katalonien på spanska, enligt en stor enkät 2013 cirka 76 procent (mot cirka 22 procent på katalanska och knappt två procent på övriga språk).
Varje år trycks i Spanien 10 000 boktitlar på katalanska, i sammanlagt knappt 19 miljoner exemplar (siffror från 2014). Samtidigt ges cirka 64 000 böcker på spanska. Andra siffror anger bokutgivningen på katalanska till cirka 16 procent av den totala bokutgivningen i Spanien. Av de katalanskspråkiga boktitlarna är cirka 40 procent läroböcker eller vetenskaplig litteratur.
En offentlig regionundersökning i Katalonien angav dock att försäljningen av böcker på katalanska för år 2014 för första gången översteg mängden böcker på spanska.

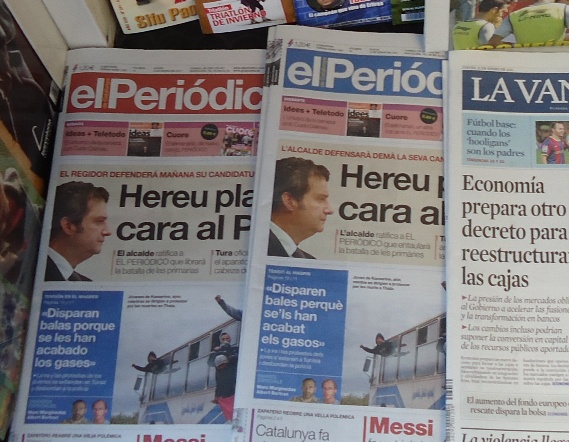
Dagstidningar i Barcelona. Från vänster den spanskspråkiga upplagan av El Periódico de Catalunya, dess katalanskspråkiga variant samt La Vanguardia (spanskspråkig). Bilden är från 13 januari 2011; senare under året skulle även La Vanguardia starta en edition på katalanska.

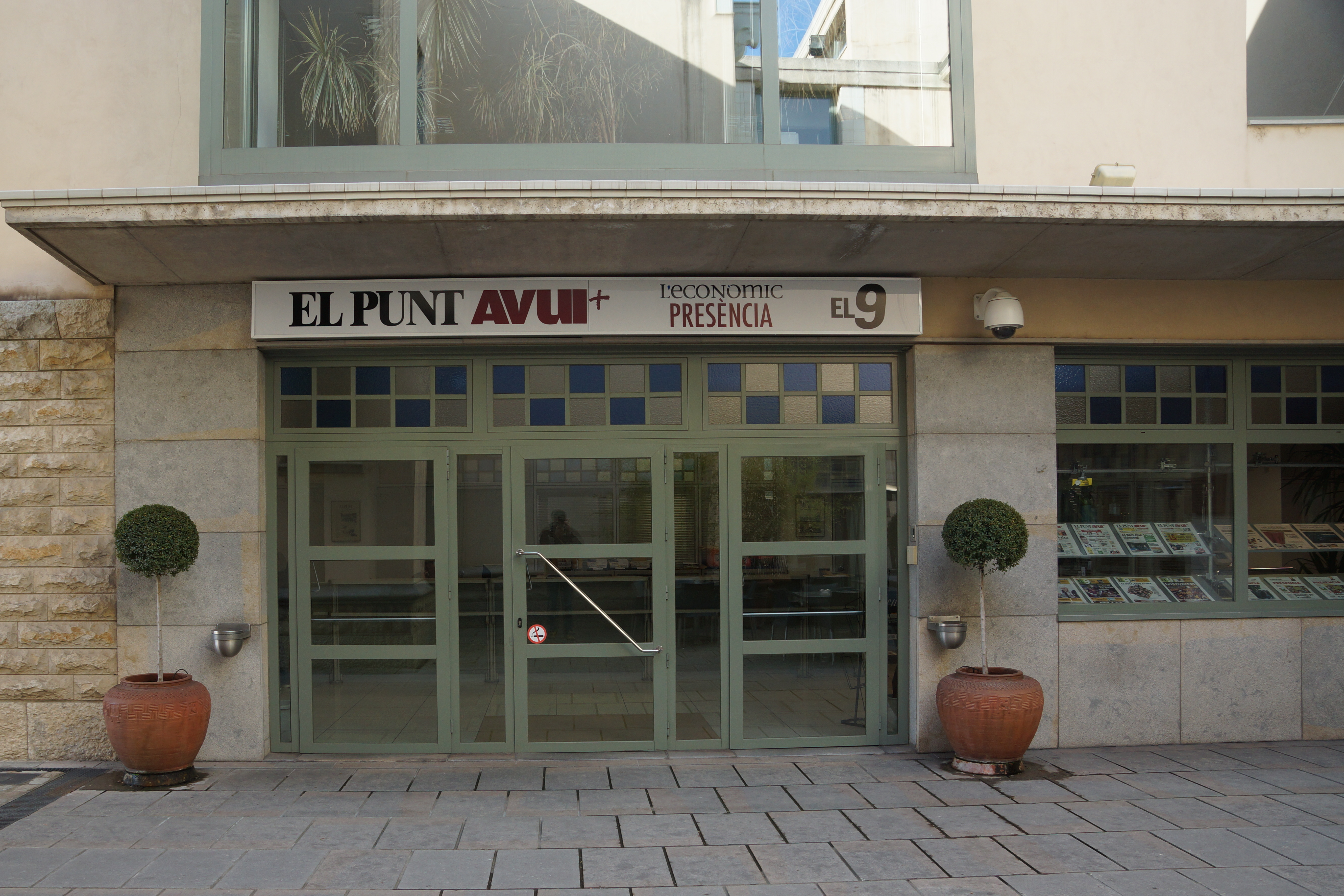
Dagstidningen El Punt Avui bildades 2011 genom sammanslagningen av Avui (grundad 1976 i Barcelona) och El Punt (grundad 1979 i Girona – Girona-kontoret syns på bilden).

#### Tidningar (utom gratistidningar)
I Katalonien ges numera ut dagstidningar både på spanska och katalanska. De två största dagstidningarna med utgivning i regionen, La Vanguardia (grundad 1881) och El Periódico de Catalunya  (grundad 1978), fanns länge enbart i spanskspråkiga utgåvor. Sedan 1997 har El Periódico även en edition på katalanska, något som 2011 togs efter av La Vanguardia Med sina två språkversioner har La Vanguardia sedan 2011 återtagit rollen som regionens största dagstidning (cirka 200 000 ex mot 130 000 ex – räknat i daglig försäljning). Båda tidningarna säljer ungefär 50 procent av totalupplagan på vardera språket; även de spanskspråkiga upplagorna skriver dock oftast namnet på regionen Katalonien på katalanskt vis, som Catalunya (till skillnad från spanskans Cataluña).
Därutöver finns mindre, enspråkigt katalanska dagstidningar. De största är El Punt Avui (cirka 30 000 i upplaga) och Ara.
Mellan 1976 och 1998 ökade andelen katalanskspråkiga dagstidningar (sett på tryckt upplaga) i Katalonien från 9 till 21 procent, Efter det har den katalanskspråkiga andelen planat ut på runt 25 procent (andra siffror anger drygt 30 procent). Siffror från 2013 angav dock att 42,1 procent av tidningsläsandet i Katalonien det året gjordes på katalanska. Generalitat de Catalunya har sedan 1980-talet organiserat ett omfattande presstöd till tidningar med utgivning på katalanska.
| Katalanskspråkiga dagstidningar | Katalanskspråkiga dagstidningar | Katalanskspråkiga dagstidningar  | Katalanskspråkiga dagstidningar | Katalanskspråkiga dagstidningar     |
| Titel                           | Utgivare                        | Utgivningsort                    | Startår                         | Noter                               |
| ------------------------------- | ------------------------------- | -------------------------------- | ------------------------------- | ----------------------------------- |
| La Vanguardia                   | Grup Godó                       | Barcelona                        | 2011                            | År = upplaga på katalanska          |
| El Periódico de Catalunya       | Grupo Zeta                      | Barcelona                        | 1996                            | År = upplaga på katalanska          |
| El Periòdic d'Andorra           | (Grupo Zeta till 2010)          | Escaldes-Engordany               | 1997                            |                                     |
| El Punt Avui                    | Hermes Comunicacions            | Girona                           | 1979/1976                       | El Punt/Avui, sammanslagna 2011     |
| L'Esportiu                      | Hermes Comunicacions            | Barcelona                        | 2002                            | Sporttidning                        |
| El 9 Nou                        | Hermes Comunicacions            | Osona, Ripollès, Vallès Oriental | 1978                            | Ges ut 2 nr/vecka                   |
| Ara                             | Ed. de Premsa Periòdica Ara     | Barcelona                        | 2010                            |                                     |
| Diari de Girona                 | Prensa Ibérica                  | Girona                           | 1988                            | Grundad 1943 som Sitios, på spanska |
| Regió7                          | Prensa Ibérica                  | Manresa                          | 1978                            |                                     |
| Segre                           | Diari Segre                     | Lleida                           | 1996                            | År = upplaga på katalanska          |
| Diari Més                       | Tamediaxa                       | Tarragona                        | 2004                            | Gratistidning                       |
| Diari d'Andorra                 | Premsa Andorrana                | Andorra la Vella                 | 1991                            |                                     |
| Bondia                          | Grup Bondia                     | Andorra la Vella, Lleida         | 2006                            | Gratistidning                       |

Sedan 1970-talet har ett flertal regionala och lokala dagstidningar antingen bytt från spanska till katalanska, etablerat upplagor på katalanska eller börjat publicera delar materialet på katalanska. Denna utveckling understöds aktivt av Generalitat de Catalunya, Kataloniens regionstyre, som sedan 1983 års "Lag om Linguistisk Normalisering" utvecklat ett bidragssystem som ger ekonomiska bidrag till katalanskspråkig utgivning i olika medier; 2003 fördelades enligt uppgift 25 miljoner euro i sådana bidrag. Nedan är några tidningar med delar av tidningens innehåll på katalanska:
- Vallesana de Publicacions – Diari de Sabadell – Sabadell – 1977 (3 nr/vecka)
- Diari de Tarragona – Tarragona – 1808
- Diari de Ponent – La Mañana – 1938[61] (webbupplaga i två versioner)

På Balearerna ges år 2014 ingen daglig (pappers)tidning ut på katalanska. Den första och enda katalanskspråkiga dagstidningen på öarna var Diari de Balears (grundad 1939) som trycktes på katalanska från och med 1996. Sedan 2013 finns den dock endast som webbtidning. Även Ara ges ut i en särskild balearisk webbedition (Ara Balears). Artiklarna i båda tidningarna är skrivna på "rikskatalanska" (inte baleariska).
I Valenciaregionen ges ingen dagstidning ut bara på valencianska/katalanska. Den kortlivade Valéncia Hui (2006–08) blandade dock spanska och valencianska (mest den förstnämnda), en blandning som även Levante-EMV (grundad 1939, fortfarande utgiven) ägnar sig åt. El Temps (grundad 1985) är den viktigaste veckotidningen utgiven på valencianska/katalanska i regionen.

#### Tidskrifter och andra nyhetstidningar
Förutom de dagliga nyhetstidningarna finns ett antal nyhetstidningar med mer gles utgivning. Bland de större finns El 9 Nou (med spridning i centrala och norra Katalonien) och Setmanari de l'Alt Empordà (i Alt Empordà). I Balearerna är de två största titlarna Sa Plaça och Sa Veu. Tidningarna ges oftast ut en eller ett par gånger i veckan.
Ett antal större tidskrifter i olika ämnen och med veckovis eller glesare utgivning ges ut på katalanska. Här finns affärstidningen Món Empresarial, mattidningen Cuina, den populärvetenskapliga tidskriften Sàpiens, resetidskriften Descobrir Catalunya samt barntidningarna Cavall Fort och El Tatano. Món Empresarial har även en systertidning med text på spanska, medan de övriga är helt katalanskspråkiga projekt.

#### Gratistidningar
Ovanstående tidningar är lösnummerförsålda eller prenumerade. Dessutom distribueras ett stort antal katalanskspråkiga gratistidningar i främst Katalonien. Den enda av dessa med daglig utgivning är Més Tarragona Reus Costa Daurada, med spridning i och kring Tarragona; systertidningen Més Osona har veckoutgivning.
De största veckoutgivna gratistidningarna är annars Notícies TGN, La Fura och El Tot Mataró i Maresme. Dessutom ges den stora festivalorienterade gratistidskriften Capgros ut med ett nummer i veckan, liksom Time Out Barcelona med sin inriktning på nöjesnytt från Barcelona.
Bland större gratistidningar med mer gles utgivning finns La Ciutat och La Marina (båda två med olika lokalupplagor), La Bústia del Baix Llobregat Nord, Comarques Ponent, Pirineu e Aran. Dessutom finns den fritidsinriktade gratistidningen Pànxing med olika lokala upplagor i olika utgivningstempo.
Ovanstående gratistidningar distribueras i upplagor på runt 20 000 exemplar per nummer och uppåt. Time Out Barcelona tillhör de största av dessa med sin veckodistribution på drygt 50 000 exemplar.

#### Etermedier
Inom etermedierna är katalanskan väl representerad, i stora delar av utbredningsområdet. Det finns idag både radio- och TV-kanaler som sänder på språket, och kanalerna är oftast kopplade till regionstyrena.
I januari 1984 startade public service-kanalen TV3 regelbundna sändningar, och denna regionägda TV-station har sedan dess kompletterats med ett halvdussin nischade systerkanaler. Sedan 1985 når dess sändningar även till Andorra och Nordkatalonien. Det existerar ett programutbyte mellan programbolagen i Katalonien och Balearerna sedan år 2005, året då den i första hand katalanskspråkiga kanalen IB3 startade sina sändningar.

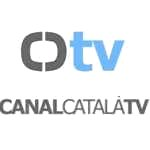
2005 startade Canal Català, distribuerad via marksänd digital-TV.

Däremot existerade inget motsvarande samarbete med Canal Nou ("Kanal Nio"), Valencia-regionens främsta public service-kanal som startade sin verksamhet 1989. Medan både Canal Nou och IB3 under senare år endast nått tittarsiffror på 4-5 procent, är TV3 den mest sedda TV-kanalen i regionen Katalonien med en numera runt 15-procentig tittarandel. Canal Nous låga tittarsiffror, som på senare år sjunkit från en nivå på runt 20 procent på 1990-talet, hade flera orsaker; beskyllningar om politisk manipulation av kanalen svärtade ner dess rykte, och valencianskans relativt svaga ställning i regionen (där endast 1/4 har språket som modersmål) bidrog ytterligare. 2013 lades Canal Nou samt hela det regional radio- och TV-bolaget (Radiotelevisió Valenciana) ned, som följd av en långvarig arbetskonflikt och relaterade massuppsägningar. 2017 inleddes dock nya sändningar på valencianska, via det nya regionägda bolaget CVMC:s À Punt Mèdia-kanaler.
Det kan noteras att det baleariska IB3 använder "rikskatalanska" i sina sändningar, inte den lokala baleariskan. Kanalen/Bolaget började dock sin verksamhet 2005 med att sända nyhets- och barnprogram på baleariska, samtidigt som filmer, TV-serier och dokumentärer hade tal på spanska. 2009 övergick man dock till att sända allt sitt material på "rikskatalanska", inklusive TV-serier som man delvis köpte in från andra katalanskspråkiga produktionsbolag. Från och med 2012 återgick man dock till att sända TV-serier och filmer med spansk dubb/tal, medan övrigt material fortfarande är på "rikskatalanska". Efter 2014 års regionalval, där Partido Popular fick överlämna regionstyret till en vänsterkoalition, har man meddelat att TV-sända filmer och serier ånyo ska börja sändas på katalanska.
Vid sidan av de regionägda public service-kanalerna finns, åtminstone i Katalonien, ett visst utbud av privata TV- och radiokanaler som sänder på katalanska. Detta inkluderar 8TV, den Grupo Godó-ägda TV-kanal som startade 2001 lokalt i Barcelona och sedan 2006 täcker hela Katalonien; kanalen sänder eget material med katalanskt tal och inköpt (utländskt) material med spanskt tal. 2010 var dock 63,5 procent av 8tv:s programtid med tal på spanska. Samma år hade den privata sportkanalen Barça TV 100 procent av sitt material med tal på katalanska.
Spanska kabel-TV-nätet Canal+ sänder sedan 2014 en mängd filmer och TV-serier med textning på katalanska (och där originaldubben behållits) till sina katalanska abonnenter. Textningen genomförs genom ett avtal med Generalitat de Catalunya, där regionregeringen står för vissa extrakostnader. Materialet skulle annars skulle ha sänts med spansk dubbning eller textning, i likhet med spanska TV-kanaler i övrigt och det mesta av filmutbudet på katalanska biografer.

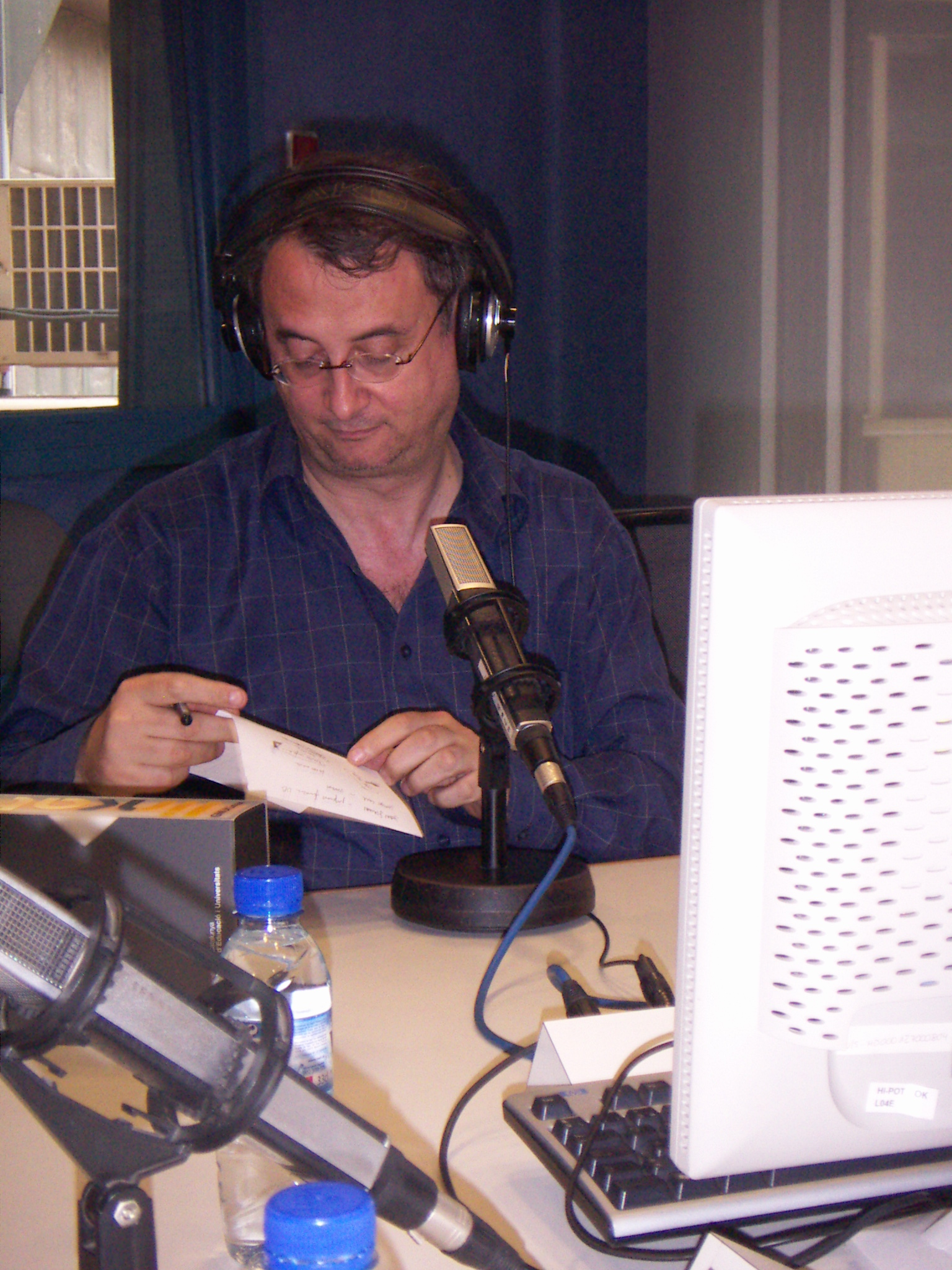
I maj 2007 offentliggjordes – bland annat i radio – det katalanska utbildningsprojektet Marató en Viquipèdia.

Situationen för katalanska i radio och TV är dock märkbart olika i Katalonien. De katalanska TV-tittarna, som till allra största delen är tvåspråkiga på katalanska/spanska, använder större delen av sin TV-tid åt Spaniens privata och spanskspråkiga TV-kanaler. Våren 2015 meddelade den regionala mediestatistiken att cirka 87,2 procent av TV-tiden var "spanskspråkig" (övriga andelar täcktes nästan helt av TV3). Samtidigt skedde 75 procent av radiolyssnandet på kanaler som sände på katalanska.

#### Film, musik och teater
Katalonien har en egen filmindustri, som både producerar material på spanska och katalanska. På biografer i Katalonien är spanskan dominerande, med 9 av 10 filmer visade med spanskt tal eller text (siffror från 2013). Pop- och rockmusik har sjungits på katalanska sedan 1960-talet. Under 1980-talet etablerades en rocktradition med grupper som Sau, Els Pets och Sopa de Cabra. Den förstnämnda gruppen, med dess uppmärksammade sångare Carles Sabater, var i början av 1990-talet centrum i rörelsen med ett antal utsålda arenakonserter. Efter 1990-talet har "rörelsen" blivit mindre uttalad, men på 2010-talet finns ändå ett stort antal grupper och artister som sjunger på katalanska.
Teaterpresentationer i Katalonien görs i stor utsträckning på katalanska. Siffror från slutet av 1990-talet gav vid handen drygt 2 miljoner teaterbesökare per år, varav över hälften såg föreställningar på katalanska, en fjärdedel föreställningar på spanska och resten föreställningar på andra språk.

#### Datorer och Internet
Katalanska används i varierande grad av företag och organisationer på Internet. 2014 gjordes 37,6 procent av de katalanska Internetanvändarnas internetbesök på webbplatser på katalanska.
Undersökningar av katalanskans närvaro på webbplatser som vänder sig till befolkningen i de tre "katalanskspråkiga regionerna" visar att den offentliga sektorn är bäst på att erbjuda information på katalanska (förutom andra språk). Februari 2014 hade 100 procent av regionens universitet och teatrar med flera webbinformation på katalanska. Information om musik, mässor och om kyrkliga ämnen var också mycket väl täcka av information på katalanska. I andra ändan av listan fanns läkemedelsföretag, elektroniktillverkare och företag inom kosmetik och fordonssektorn, där långt mindre än en tredjedel även erbjöd information på katalanska. De företagen var flitigare med att istället presentera information på franska och engelska (utöver riksspråket spanska). 

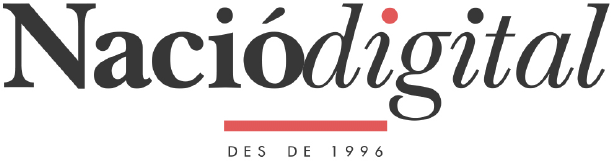
Nació Digital är en av många katalanskspråkiga webbtidningar.

Ett stort antal webbtidningar på katalanska har startats sedan 1990-talet. 2014 nådde för första gången två av dem över 2 miljoner unika besökare per månad. Dessa var Naciodigital.cat (grundad 1996) och Ara.cat (webbupplaga av dagstidningen Ara). Därefter följde Vilaweb (1,46 miljoner per månad), Elpuntavui.cat (webbupplaga av El Punt Avui; 1,0 miljoner per månad) och Elperiodico.cat (webbupplaga av El Periódico de Catalunya; 513 000 unika besökare. Fram till hösten 2016 hade de digitala besöken ökat ytterligare och även webbtidningen El Món fått mer än en miljon unika besökare per månad.
Bland datorägarna har katalanskans närvaro från och till varit bristfällig. På senare år har många större tillämpningsprogram lanserats med texter och menyer på katalanska, inklusive de flesta större webbläsare. Vissa program på Mac OS (inklusive GraphicConverter och Camino) har haft den katalanska översättningen integrerad i en och samma version, och användarens systeminställningar har styrt vilket språk som visats. IOS inkluderar översättning till katalanska från och med 2010, medan en katalansk version av Mac OS (bland annat filhanteraren Finder) dröjde till februari 2012 och version 10.7.3. Då hade olika lokala kampanjer pågått i åratal för att förmå Apple att uppmärksamma katalanskan (som ett viktigt språk), och Apple hade under tiden hunnit öppna officiella Applebutiker i både Barcelona och Valencia. Kataloniens regionregering gjorde sina första påstötningar hos Apple redan 2005. Under 1990-talet hade vissa versioner av systemföregångaren Mac OS Classic inkluderat katalanska.
Redan före Mac OS X 10.7.3 kunde användaren få katalanska menyer i systemet (och ett antal andra utvalda program). Det byggde dock på en tredjepartslösning som förutsatte att användaren redan hade datorn grundinstallerad på spanska. För Windows 7 finns ett officiellt tillägg från Microsoft som ger katalanska menyer; den lösningen är en "Language Interface Pack" som på liknande sätt kräver att användaren antingen har en grundinstallation på spanska eller franska. Redan Windows 95 och Windows 98 lanserades i varianter på katalanska, dock först efter ekonomiskt stöd från Kataloniens regionstyre.

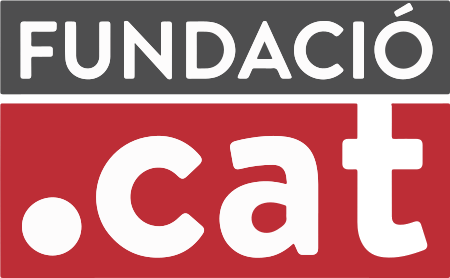
Det katalanska språket och kulturen fick 2005 en egen toppdomän – .cat.

Relaterat till katalanskans synlighet på Internet accepterades 2005 .cat av ICANN som en toppdomän avsedd för webbplatser kopplade till det katalanska språket eller kulturen. Fram till 2016 har drygt 102 000 domänadresser registrerats med denna toppdomän. Som jämförelse är detta något mindre än .si (relaterat till Slovenien) och något mer än .hr (Kroatien). Den nationella spanska toppdomänen .es hade samtidigt 1,8 miljoner registrerade domäner. Domänen, som administreras av den privata stiftelsen Fundació Puntcat (motsvarighet till .SE, marknadsfört som Fundació puntCAT), är en av de mest informationstäta av alla toppdomäner. Detta förklaras till viss av att domänen utnyttjas flitigt av offentliga institutioner i Katalonien, vilket innebär att varje domän har relativt sett många kopplade webbsidor. Den snabba spridningen av toppdomänen .cat har inspirerat andra europeiska regioner att låta registrera sina egna toppdomäner; exempel inkluderar .gal (för Galicien, .eus (Baskien), .cymru (Wales) och scot (Skottland).
Det katalanska språket sprids också genom katalanskspråkiga Wikipedia. Den här upplagan av Wikipedia, startad våren 2001, hade i september 2015 knappt 480 000 artiklar. Den är jämförbar i storlek, antal aktiva användare och antal potentiella läsare med Wikipedia på bokmål och finskspråkiga Wikipedia, men den har märkbart färre läsare än dessa (drygt 30 miljoner jämfört med 50–80 miljoner sidvisningar per månad). Den närmast universella tvåspråkigheten i de "katalanska" områdena gör den betydligt större spanskspråkiga Wikipedia lätt tillgänglig. Wikipedias betydelse för språkanvändning har dock uppmärksammats av regionstyret. 2007 offentliggjordes – bland annat i radio – det katalanska utbildningsprojektet Marató en Viquipèdia. Där skulle skolelever få lov att använda lektionstid till att bygga ut det kanske största – i konkurrens med Gran enciclopèdia catalana och dess 320 000 artiklar – uppslagsverket på katalanska.

### Status utanför modersmålsområdet

#### Frankrike och andra delar av Spanien
Spanien är det mest mångspråkiga landet i Västeuropa. En EU-rapport 2002 listade nio minoritetsspråk med cirka 10,5 miljoner talare (motsvarande 26 procent av befolkningen). På nationell nivå är endast spanska officiellt språk, medan ett antal andra minoritetsspråk har officiell status inom respektive region. Detta innebär att dokument på regionala språk endast blir legalt giltiga när de översatts till spanska, en uppgift som ofta åläggs textförfattaren (och på dennes bekostnad).
Spaniens parlament och domstolsväsen är i allt väsentligt enspråkiga myndigheter, och kommunikationen där måste ske på spanska. Detta har väckt kritik bland annat från EU, som önskat en större förståelse för värdet av språklig mångfald från landets spansktalande majoritet. Katalanska har dock i någon mån introducerats på vissa officiella dokument, inklusive frimärken, sedlar, körkort och andra identitetshandlingar. Dessutom introducerades 2011 möjligheten att hålla tal i Senaten på baskiska, galiciska, katalanska och valencianska; talen simultantolkades då via öronsnäckor. Officiella tal – eller försök till tal – på andra språk än spanska i Deputeradekammaren är i princip förbjudet men har på senare år ibland ändå tolererats.
I Frankrike har katalanskan först nyligen fått erkännande som lokalt minoritetsspråk. Språket är i stort sett begränsat till Pyrénées-Orientales, och där används det bland annat på förskolenivå. Kunskaper i katalanska är också ibland ett krav vid vissa anställningar och yrkesutbildningar.

#### Inom Europeiska unionen
Katalanska har endast status som officiellt regionalt språk i Spanien, och det är inte officiellt språk i något annat medlemsland i Europeiska unionen. Med sina cirka 6,5 miljoner talare är katalanskan dock EU:s största minoritetsspråk. Det används eller har använts inom ett antal olika EU-program och associerade verksamheter. Dessa inkluderar:
- ALTE, the Association of Language Testers in Europe (inkluderar myndigheter för katalanska, iriska och luxemburgiska)
- Erasmus fram till år 2000 (inkluderade kymriska, baskiska och katalanska – tre språk med regional användning som högskolespråk)
- Comenius Action (stöd till utbildningsprojekt relaterat till regionala och minoritetsspråk)
- Multilingual Informational Society-programmet (MLIS, 1995–99; stöd till språklig mångfald i informationssamhället)
- MEDIA Plus (stödverksamhet till audiovisuella produktioner; bl.a. gavs den katalanskspråkiga och prisbelönta filmen Krampack stöd)
- PAROLE och SIMPLE (två forskningsprojekt där katalanska fick plats vid sidan av de officiella EU-språken)

1988–89 skickade parlamenten i Katalonien och Balearerna en vädjan till Europaparlamentet att göra katalanska till officiellt EU-språk. Detta låg inte inom Europaparlamentets domvärjo (ett sådant beslut krävde begäran från styret i det aktuella EU-landet), men en parlamentsresolution 1990 uppmanade Europeiska rådet och EU-kommissionen att inkludera språket i ett antal olika program och verksamheter. Samma uppmaning gjordes då för galiciska.

#### I Sverige
I Sverige kan katalanska studeras vid Uppsala universitet. Instituto Cervantes, som ger kurser även på katalanska vid sina kontor i olika länder, arrangerade under hösten 2015 en 15-timmars nybörjarkurs i språket vid sitt kontor i Stockholm. På Folkuniversitetet i bland annat Göteborg anordnas språkkurser i katalanska på flera nivåer.
1994 gavs en katalansk-svensk ordbok ut, efter samarbete mellan svenska Norstedts och katalanska Enciclopèdia catalana. På svenska marknadsfördes den som Norstedts katalansk-svenska ordbok. Ett korrigerat omtryck av ordboken gjordes 1996 samt en andra tryckning 2002. 2001 kompletterades detta med en svensk-katalansk ordbok, på svenska Norstedts svensk-katalanska ordbok.
2008 bildades i Stockholm den katalanska kulturföreningen Les Quatre Barres ('de fyra ränderna', syftar på de fyra röda ränderna i Kataloniens flagga). Sociala nätverk bland utlandsbosatta katalaner har bildats i bland annat Göteborg.